# Estação de Radar N.º 3
A Estação de Radar N.º 3 é uma estação de radar da Força Aérea Portuguesa situada na Serra de Montejunto funcionando, também, como Centro de Operações Aéreas Alternativo, e tem como missão garantir a capacidade de operação como centro de reporte e controlo na defesa aérea de Portugal.
Substituiu a antiga Esquadra N.º 11.

## História
A antiga Esquadra N.º 11 começou a funcionar em 1955, dependendo do Grupo de Detecção, Alerta e Conduta da Intercepção (GDACI), com sede na Serra de Monsanto, em Lisboa. O Centro de Operações do Sector, órgão que controlava as operações dos diferentes radares de Portugal continental além desta Esquadra, tinha sob o seu comando a Esquadra N.º 12, em Paços de Ferreira na Serra do Pilar, actual Estação de Radar N.º 2, a Esquadra N.º 13, situada na Serra da Estrela, actualmente desactivada, e a Esquadra N.º 14, na Foia, na Serra de Monchique, com um breve período de vida, mas recentemente activada com o nome de Estação de Radar N.º 1.[carece de fontes?]
Em 1975, com a desactivação do Grupo de Detecção, Alerta e Conduta da Intercepção, a Esquadra N.º 11 passou a depender do COFA - Comando Operacional da Força Aérea.[carece de fontes?]
Em 1996 foi desactivada a Esquadra N.º 11, dando lugar à Estação de Radar N.º 3 tendo sido, também, activado o Centro de Operações Alternativo, integrado no Sistema de Comando e Controlo Aéreo de Portugal (SICCAP).